# Испанский козёл
«Испа́нский козёл» — название пытки, использовавшейся для издевательства над рабами в Суринаме. Суть пытки в том, чтобы доставить максимальный дискомфорт и боль жертве; в данном случае жертве связывали руки, ноги заставляли согнуть в колене, а затем между ляжками и голенями просовывали палку и прочно закрепляли её в земле. Затем хозяин бил раба прутьями тамаринда по спине. Если спина была слишком избита, жертву переворачивали и били по животу. Жестокость иногда заходила настолько далеко, что некоторых рабов приговаривали к семикратной пытке «испанским козлом».
В 1784 году эту пытку официально отменили, однако её продолжали использовать на протяжении более чем 50 лет.
Общественный исправительный дом под названием «пикет» — деревянное здание в Парамарибо, где раньше это наказание официально использовалось суринамской полицией.